# Strays
Strays es el tercer álbum de estudio de la banda estadounidense de rock alternativo Jane's Addiction, lanzado el 22 de julio de 2003 a través de Capitol Records. Es el primero lanzado después de su separación y posterior reunificación. Es el único en el cual presentan al bajista Chris Chaney en su formación.

## Lista de canciones
| N.º | Título               | Duración |  |
| 1.  | «True Nature»        | 3:49     |  |
| 2.  | «Strays»             | 4:32     |  |
| 3.  | «Just Because»       | 3:51     |  |
| 4.  | «Price I Pay»        | 5:27     |  |
| 5.  | «The Riches»         | 5:44     |  |
| 6.  | «Superhero»          | 3:58     |  |
| 7.  | «Wrong Girl»         | 4:32     |  |
| 8.  | «Everybody's Friend» | 3:18     |  |
| 9.  | «Suffer Some»        | 4:14     |  |
| 10. | «Hypersonic»         | 3:32     |  |
| 11. | «To Match the Sun»   | 5:25     |  |

- Datos: Q593929